# Landtagswahlkreis Halle III
Der Landtagswahlkreis Halle III (Wahlkreis 37) ist ein Landtagswahlkreis in Sachsen-Anhalt. Er umfasste zur Landtagswahl in Sachsen-Anhalt 2021 von der kreisfreien Stadt Halle (Saale) die Stadtteile und Stadtviertel Altstadt, Am Wasserturm/Thaerviertel, Diemitz, Freiimfelde/Kanenaer Weg, Frohe Zukunft, Gottfried-Keller-Siedlung, Gebiet der DB, Giebichenstein, Landrain, Mötzlich, Nördliche Innenstadt, Paulusviertel, Seeben und Tornau.
Der Wahlkreis wird in der achten Legislaturperiode des Landtages von Sachsen-Anhalt von Kerstin Godenrath vertreten, die das Direktmandat bei der Landtagswahl am 6. Juni 2021 mit 23,0 % der Erststimmen erstmals gewann. Davor wurde der Wahlkreis von 2002 bis 2021 von Bernhard Bönisch vertreten.

## Wahl 2021
Im Vergleich zur Landtagswahl 2016 wurde das Wahlgebiet um die Stadtteile Dautzsch und Reideburg verkleinert, die zur Wahl 2021 dem Landtagswahlkreis Halle IV zugeordnet wurden. Name und Nummer des Wahlkreises Halle III wurden nicht geändert.
Es traten neun Direktkandidaten an. Von den Direktkandidaten der vorhergehenden Wahl traten Martin Sehrndt und Martin Bochmann erneut an. Henriette Quade kandidierte 2016 im  Landtagswahlkreis Halle IV, Wolfgang Aldag im Landtagswahlkreis Halle II und Andreas Silbersack im Landtagswahlkreis Bad Dürrenberg-Saalekreis.
Kerstin Godenrath gewann mit 23,0 % der Erststimmen erstmals das Direktmandat. Henriette Quade zog über Platz 5 der Landesliste der Partei Die Linke, Wolfgang Aldag über Platz 6 der Landesliste von Bündnis 90/Die Grünen und Andreas Silbersack über Platz 2 der Landesliste der FDP in den Landtag ein.
|                    |                      | Erst- stimmen | Erst- stimmen | Zweit- stimmen | Zweit- stimmen |
| Bewerber           | Partei               | Anzahl        | %             | Anzahl         | %              |
| ------------------ | -------------------- | ------------- | ------------- | -------------- | -------------- |
| Wahlberechtigte    | Wahlberechtigte      | 48.166        | 100,0         | 48.166         | 100,0          |
| Wähler             | Wähler               | 34.959        | 72,6          | 34.959         | 72,6           |
| Ungültige Stimmen  | Ungültige Stimmen    | 321           | 0,9           | 281            | 0,8            |
| Gültige Stimmen    | Gültige Stimmen      | 34.638        | 99,1          | 34.678         | 99,2           |
| davon              |                      |               |               |                |                |
| Kerstin Godenrath  | CDU                  | 7.958         | 23,0          | 9.304          | 26,8           |
| Martin Sehrndt     | AfD                  | 3.189         | 9,2           | 3.166          | 9,1            |
| Henriette Quade    | DIE LINKE            | 6.013         | 17,4          | 4.968          | 14,3           |
| Igor Matviyets     | SPD                  | 4.486         | 13,0          | 3.215          | 9,3            |
| Wolfgang Aldag     | GRÜNE                | 7.350         | 21,2          | 8.189          | 23,6           |
| Andreas Silbersack | FDP                  | 3.145         | 9,1           | 2.499          | 7,2            |
| André Hinniger     | FREIE WÄHLER         | 978           | 2,8           | 552            | 1,6            |
| –                  | NPD                  | –             | –             | 30             | 0,1            |
| –                  | Tierschutzpartei     | –             | –             | 493            | 1,4            |
| –                  | Tierschutzallianz    | –             | –             | 118            | 0,3            |
| –                  | LKR                  | –             | –             | 19             | 0,1            |
| Martin Bochmann    | Die PARTEI           | 850           | 2,5           | 531            | 1,5            |
| –                  | Gartenpartei         | –             | –             | 116            | 0,3            |
| –                  | FBM                  | –             | –             | 22             | 0,1            |
| –                  | TIERSCHUTZ hier!     | –             | –             | 142            | 0,4            |
| Guido Henze        | dieBasis             | 669           | 1,9           | 583            | 1,7            |
| –                  | Klimaliste ST        | –             | –             | 127            | 0,4            |
| –                  | ÖDP                  | –             | –             | 131            | 0,4            |
| –                  | Die Humanisten       | –             | –             | 129            | 0,4            |
| –                  | Gesundheitsforschung | –             | –             | 95             | 0,3            |
| –                  | PIRATEN              | –             | –             | 209            | 0,6            |
| –                  | WiR2020              | –             | –             | 40             | 0,1            |

## Wahl 2016
Bei der Landtagswahl in Sachsen-Anhalt 2016 waren 51.801 Einwohner wahlberechtigt; die Wahlbeteiligung lag bei 72,4 %. Bernhard Bönisch errang erneut das Direktmandat für die CDU.
| Bewerber         | Partei            | Erststimmen in % | Zweitstimmen in % |
| ---------------- | ----------------- | ---------------- | ----------------- |
| Bernhard Bönisch | CDU               | 24,6             | 23,3              |
| Detlef Wend      | SPD               | 19,8             | 12,9              |
| Swen Knöchel     | LINKE             | 18,1             | 18,2              |
| Claudia Dalbert  | GRÜNE             | 14,6             | 18,0              |
| Martin Sehrndt   | AFD               | 13,8             | 13,1              |
| Olaf Schöder     | FDP               | 5,8              | 7,0               |
| —                | Freie Wähler      | —                | 1,1               |
| —                | NPD               | —                | 0,6               |
| Martin Bochmann  | Die PARTEI        | 3,3              | 2,0               |
| —                | Tierschutzpartei  | —                | 1,5               |
| —                | Tierschutzallianz | —                | 0,9               |
| —                | Die Rechte        | —                | 0,1               |
| —                | FBM               | —                | 0,2               |
| —                | MG                | —                | 0,2               |
| —                | ALFA              | —                | 0,7               |

## Wahl 2011
Bei der Landtagswahl in Sachsen-Anhalt 2011 waren 54.819 Einwohner wahlberechtigt; die Wahlbeteiligung lag bei 60,9 %. Bernhard Bönisch gewann das Direktmandat für die CDU.
| Bewerber              | Partei           | Erststimmen in % | Zweitstimmen in % |
| --------------------- | ---------------- | ---------------- | ----------------- |
| Bernhard Bönisch      | CDU              | 32,7             | 27,9              |
| Swen Knöchel          | LINKE            | 18,9             | 18,7              |
| Mario Kremling        | SPD              | 20,5             | 19,7              |
| Beate Fleischer       | FDP              | 2,9              | 4,9               |
| Claudia Dalbert       | GRÜNE            | 18,7             | 20,0              |
| Markus Hünniger       | Freie Wähler     | 2,1              | 1,4               |
| –                     | KPD              | –                | 0,1               |
| –                     | MLPD             | –                | 0,2               |
| Hans-Joachim Zschocke | NPD              | 1,7              | 1,9               |
| –                     | ödp              | –                | 0,2               |
| –                     | Tierschutzpartei | –                | 1,4               |
| Henning Lübbers       | Piraten          | 2,5              | 3,1               |
| –                     | SPV              | –                | 0,4               |

## Wahl 2006
Bei der Landtagswahl in Sachsen-Anhalt 2006 traten folgende Kandidaten an:
| Name                              | Partei          | Anteil der Erststimmen |
| --------------------------------- | --------------- | ---------------------- |
| Bernhard Bönisch                  | CDU             | 33,1 %                 |
| Swen Knöchel                      | Die Linke       | 19,7 %                 |
| Rüdiger Fikentscher               | SPD             | 24,6 %                 |
| Martina Wildgrube                 | FDP             | 6,8 %                  |
| Gesine Haerting                   | GRÜNE           | 13,3 %                 |
| Mario Kerzel                      | BBW             | 1,1 %                  |
| Klaus-Michael Oberbacher          | Off D-STATT-DSU | 0,4 %                  |
| Brigitte Thieme                   | GUT             | 1,1 %                  |
| Wahlberechtigte: 52.151 Einwohner |                 |                        |
| Wahlbeteiligung: 52,6 %           |                 |                        |